# Brooks Brothers

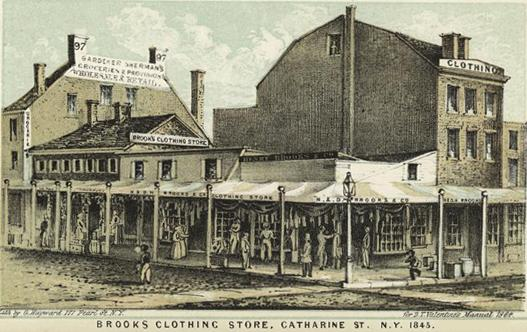
Das erste Brooks-Geschäft in der Catharine Street in Manhattan, 1845

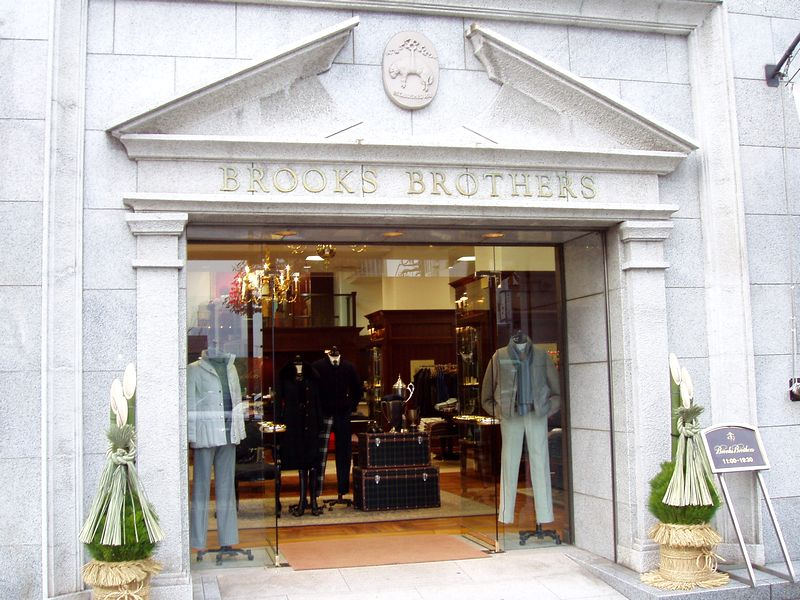
Heutige Filiale

Brooks Brothers Inc. ist der älteste noch bestehende US-amerikanische Herrenausstatter. Heute bietet das Unternehmen im mittleren bis gehobenen Preissegment über ein internationales Filialnetz Kleidung, Schuhe, Accessoires und Parfüm für Herren, Damen und Kinder sowie Heimartikel an. Brooks Brothers ist bekannt für klassische Business-Garderobe sowie Freizeitmode im Preppy- bzw. Ivy-League-Stil. Es gehört seit 2020 als Joint Venture der Authentic Brands Group und der Simon Property Group.

## Geschichte
Das Unternehmen wurde 1818 als H. & D.H. Brooks & Co. von Henry Sands Brooks in New York City gegründet. 1854 wurde der Firmenname von den Erben in Brooks Brothers geändert. Der Hauptsitz des Unternehmens befindet sich seit 1915 auf der New Yorker Madison Avenue. Markenzeichen der Firma ist seit 1850 ein stilisiertes Goldenes Vlies bzw. ein in eine goldene Schleife eingefasstes Schaf (ein Symbol flämischer und britischer Wollhändler des 15. Jahrhunderts). Das Unternehmen ist stolz darauf, in der Vergangenheit von zahlreichen US-Präsidenten – von Abraham Lincoln bis Barack Obama – als Herrenausstatter ausgewählt worden zu sein. Auch Andy Warhol war bekennender Fan von Brooks Brothers.
Bereits 1845 bot das Unternehmen neben Maßanzügen und Militäruniformen auch Herrenanzüge von der Stange an, als es noch allgemein üblich war, sich einen Anzug vom Schneider anfertigen zu lassen. 1896 wurde unter dem Markennamen Polo das erste Button-down-Hemd von Brooks Brothers eingeführt, nachdem diese Art Hemdkragen bei britischen Polospielern gesichtet worden war. Ralph Lauren, der von 1962 bis 1964 als Verkäufer bei Brooks Brothers arbeitete, erwarb 1967 die Rechte an der Marke Polo und gründete damit sein eigenes Unternehmen, Polo Ralph Lauren. 1946 wurde Brooks Brothers von den Erben an die Washingtoner Department Store-Kette Julius Garfinckel & Co., Inc. (1990 liquidiert) verkauft. Hollywood-Stars wie Cary Grant, Clark Gable oder James Stewart gehörten zu prominenten Kunden von Brooks Brothers. 1949 betrat das Unternehmen mit einer kleinen Auswahl an Blusen erstmals das Terrain der Damenmode. Bereits zuvor hatten sich immer wieder Kundinnen, darunter Prominente wie die Schauspielerinnen Katharine Hepburn und Marlene Dietrich, mit Herrenmodellen von Brooks Brothers eingedeckt. Die Damenmode wurde über die Jahre ausgebaut. 1969 existierten insgesamt zehn Brooks-Brothers-Ladengeschäfte in US-amerikanischen Metropolen. 1979 öffnete das erste Geschäft in Tokio. Seither wurde die Präsenz in Japan stark ausgebaut. 1980 übernahm die amerikanische Warenhauskette Allied Stores Corp. das Unternehmen Brooks Brothers. 1988 wurde Brooks Brothers von der britischen Handelskette Marks & Spencer aufgekauft, die das Unternehmen 2001 an Retail Brand Alliance (RBA) weiterverkaufte. RBA gehört dem italienischen Geschäftsmann und Milliardär Claudio Del Vecchio, dessen Vater Leonardo Del Vecchio den Brillenhersteller Luxottica gründete. 2005 wurden erstmals zwei Brooks Brothers Geschäfte in London eingeweiht; 2006 folgte eine Filiale in Paris. Seit Ende 2011 können die Herren- und Kinderkollektion auch außerhalb der eigenen Filialen bei Nordstrom erworben werden.
Bis in die 1990er Jahre hinein fertigte Brooks Brothers ausschließlich in den USA, Westeuropa und Kanada. Heute wird, mit wenigen Ausnahmen, hauptsächlich in Asien produziert. In den USA gab es Ende der 2000er Jahre ca. 200 Brooks-Brothers-Läden. In Großbritannien, Frankreich, Italien, Chile, Peru, China, Japan, Hong Kong, Taiwan, Südkorea, Malaysia und Singapur existierten Anfang der 2010er Jahre zahlreiche weitere Geschäfte. Seit 1991 gibt es zudem Fabrikverkaufsgeschäfte; 2011 existierten davon 102 in den USA und 25 weitere weltweit. 
Am 8. Juli 2020 beantragte das Unternehmen u. a. wegen Umsatzeinbußen durch die COVID-19-Pandemie in Wilmington (Delaware) Gläubigerschutz nach Chapter 11. 2020 wurde das Unternehmen von der Authentic Brands Group und der Simon Property Group für 325 Millionen US-Dollar übernommen.

## Kollektionen
- Neben der klassischen Brooks Brothers Modelinie für Damen und Herren im oberen Mittelpreissegment bestehen auch eine Kindermodelinie für Mädchen und Jungen sowie eine Home-Kollektion mit Bettwäsche, Handtüchern und Accessoires für die gehobene Wohnungseinrichtung.

- 2006 kündigte Brooks Brothers unter dem Namen Black Fleece by Brooks Brothers (dt. Schwarzes Vlies) eine Designermoden-Kollektion in Zusammenarbeit mit dem New Yorker Modeschöpfer Thom Browne an,[5] die 2007 auf den Markt gebracht und bis Ende 2015 für Herren und Damen angeboten wurde. Browne, der mit seiner eigenen, nach ihm benannten Modemarke für knöchellange Herren-Anzugshosen oder den Einsatz der Farben der französischen Flagge bekannt ist und auch für Moncler arbeitet, kreierte für Brooks Brothers preislich über dem sonstigen Sortiment angesiedelte Modekollektionen aus hochwertigen Materialien, die zum Teil in den USA produziert werden. Für die Sub-Marke Black Fleece betrieb Brooks Brothers in New York City und San Francisco eigene Boutiquen. Brooks Brothers beendete die Zusammenarbeit mit Browne Ende 2015 und ließ zunächst offen, ob die Marke Black Fleece ohne Browne fortgeführt werde. Seither wurden keine weiteren Black-Fleece-Artikel mehr präsentiert.

- Im Frühjahr 2013 lancierte Brooks Brothers die etwas preiswertere Red-Fleece-Kollektion (zuvor Brooks Brothers University) für Damen und Herren mit farbenfrohen Preppy-Entwürfen in schmaleren Schnitten für eine jugendlichere Zielgruppe.[6]

- Im Herbst 2016 brachte Brooks Brothers die hochpreisige Golden Fleece Collection für Herren als Top-Kategorie im BB-Sortiment auf den Markt.[7]